# Bradley Davies
Bradley Scott Davies (Llantrisant, 9 gennaio 1987) è un rugbista a 15 internazionale per il Galles, che gioca come seconda linea con gli Ospreys in Pro12.

## Biografia
Formatosi nelle giovanili dei Cardiff Blues, nel gennaio 2006 Bradley debuttò in Celtic League affrontando con la stessa franchigia l'Edimburgo. Nelle due stagioni successive si piazzò con i Cardiff Blues al secondo posto in campionato per due volte consecutive. Con la stessa squadra raggiunse la semifinale di Heineken Cup 2008-09, decisa dagli shootout in favore del Leicester, rifacendosi l'anno dopo con la vittoria della Challenge Cup.
Bradley Davies avrebbe dovuto fare il suo debutto a livello internazionale con il Galles durante il tour in Sudafrica del 2008, ma un infortunio alla caviglia gli impedì di prendere parte al tour. Il debutto con la nazionale gallese comunque non tardò ad arrivare, scendendo in campo durante il Sei Nazioni 2009 nella partita dell'8 febbraio contro la Scozia vinta 26-13 a Murrayfield.
Nell'aprile 2011 Davies venne arrestato in seguito ad una rissa scoppiata all'esterno di un pub nella località balneare di Saundersfoot; l'incidente non ebbe comunque ulteriori conseguenze per il giocatore gallese. Dopo un Sei Nazioni 2011 in cui Davies giocò tutte le partite da titolare, la seconda linea venne convocata per disputare pure la Coppa del Mondo di rugby 2011 che vide giungere il Galles al quarto posto.
Nel 2014 Davies lasciò i Cardiff Blues per andare a giocare in Inghilterra con i London Wasps.

## Palmarès
- Challenge Cup: 1
Cardiff Blues: 2009-10
- Coppe Anglo-Gallesi: 1
Cardiff Blues: 2008-09